# Tchika
Pour le magazine jeunesse, voir Tchika magazine.
Tchika est une localité du Cameroun située dans le département du Logone-et-Chari et la Région de l'Extrême-Nord, à proximité  de la rive sud du lac Tchad et de la frontière avec le Nigeria. Elle fait partie de la commune de Hile-Alifa.

## Population
Lors du recensement de 2005, 2 781 personnes y ont été dénombrées.
Dans un climat général d'insécurité lié aux exactions répétées de la secte Boko Haram, un important exode de ses habitants a suivi l'attaque perpétrée à Tchika dans la nuit du 26 septembre 2015, au cours de laquelle huit personnes ont été tuées et des habitations incendiées.